# Chinachem Group

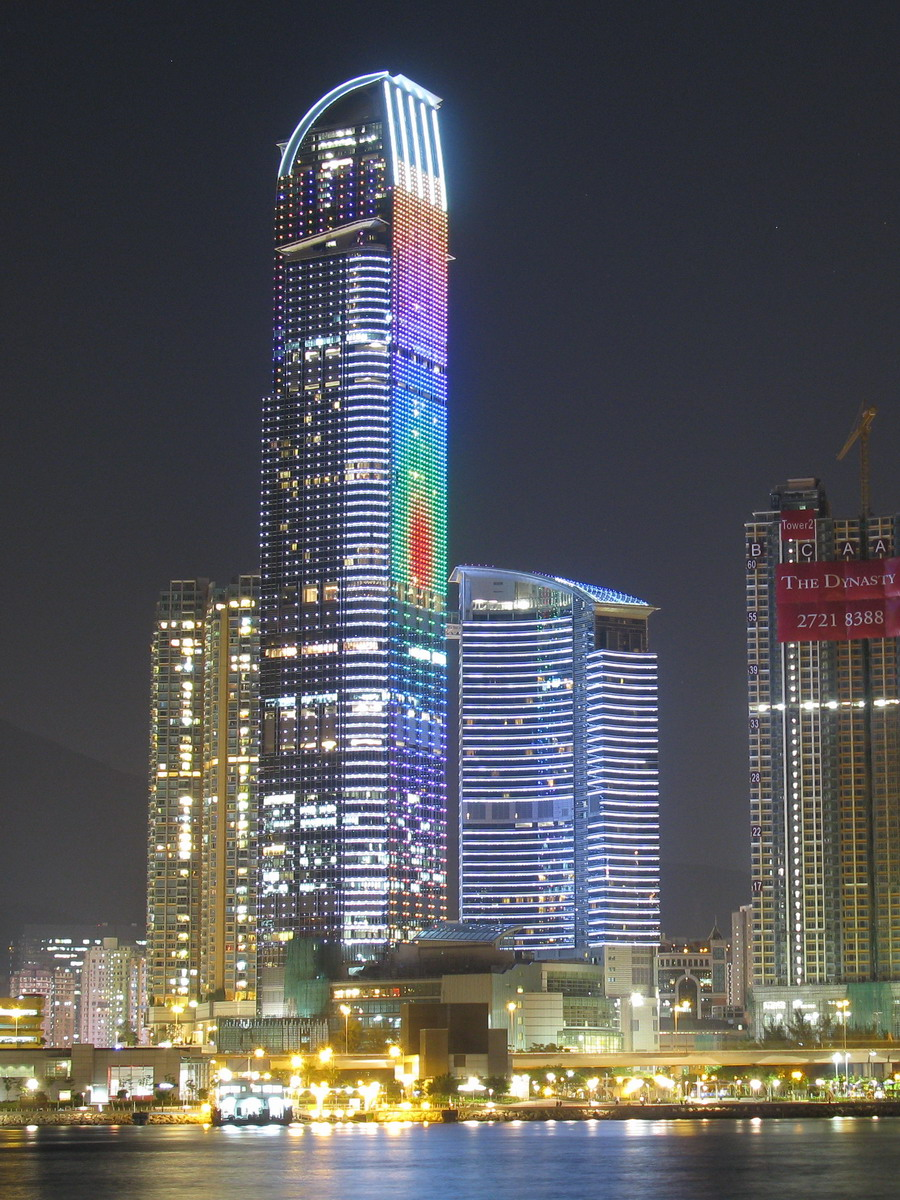
Nina Towers

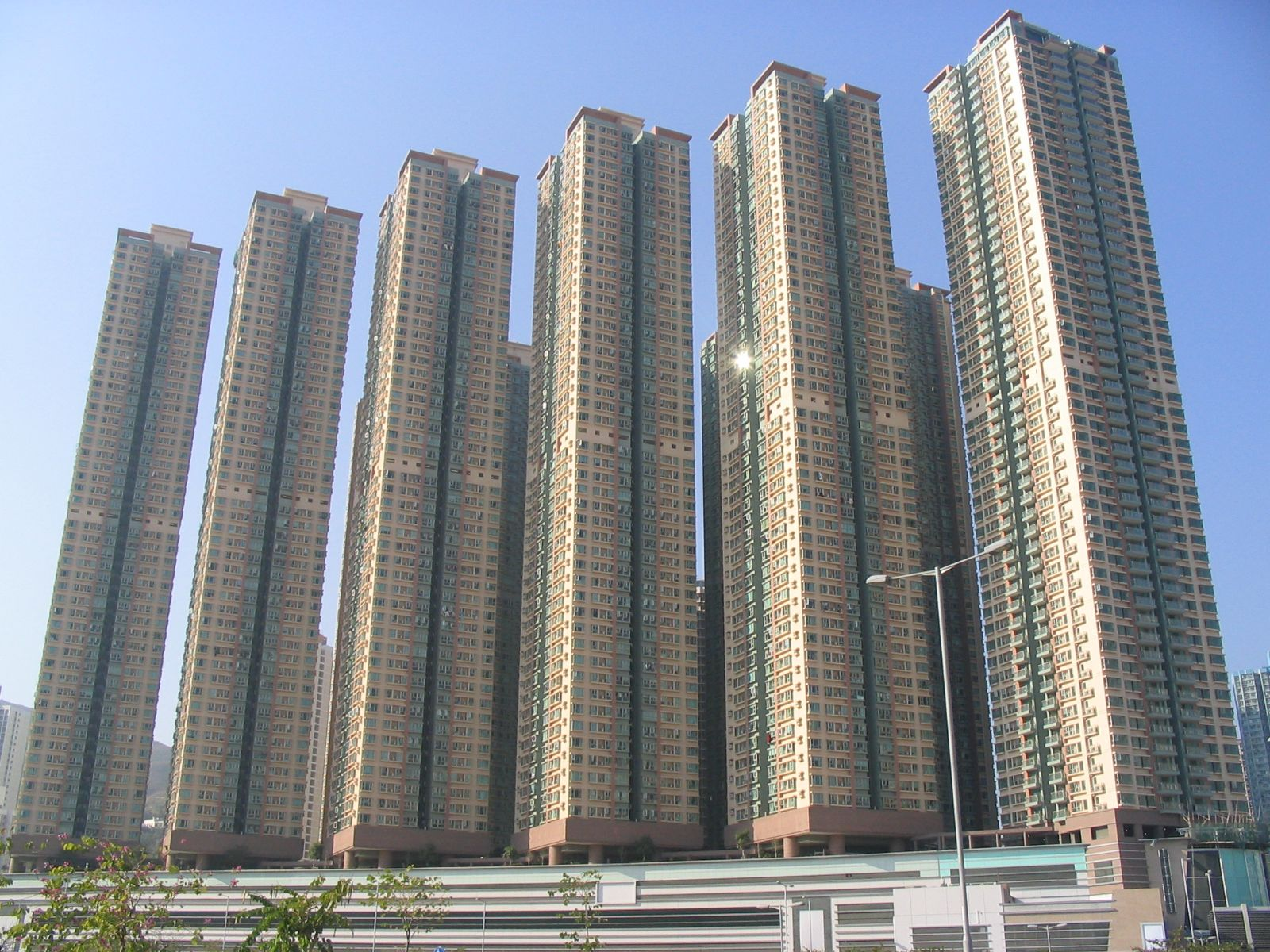
Park Central

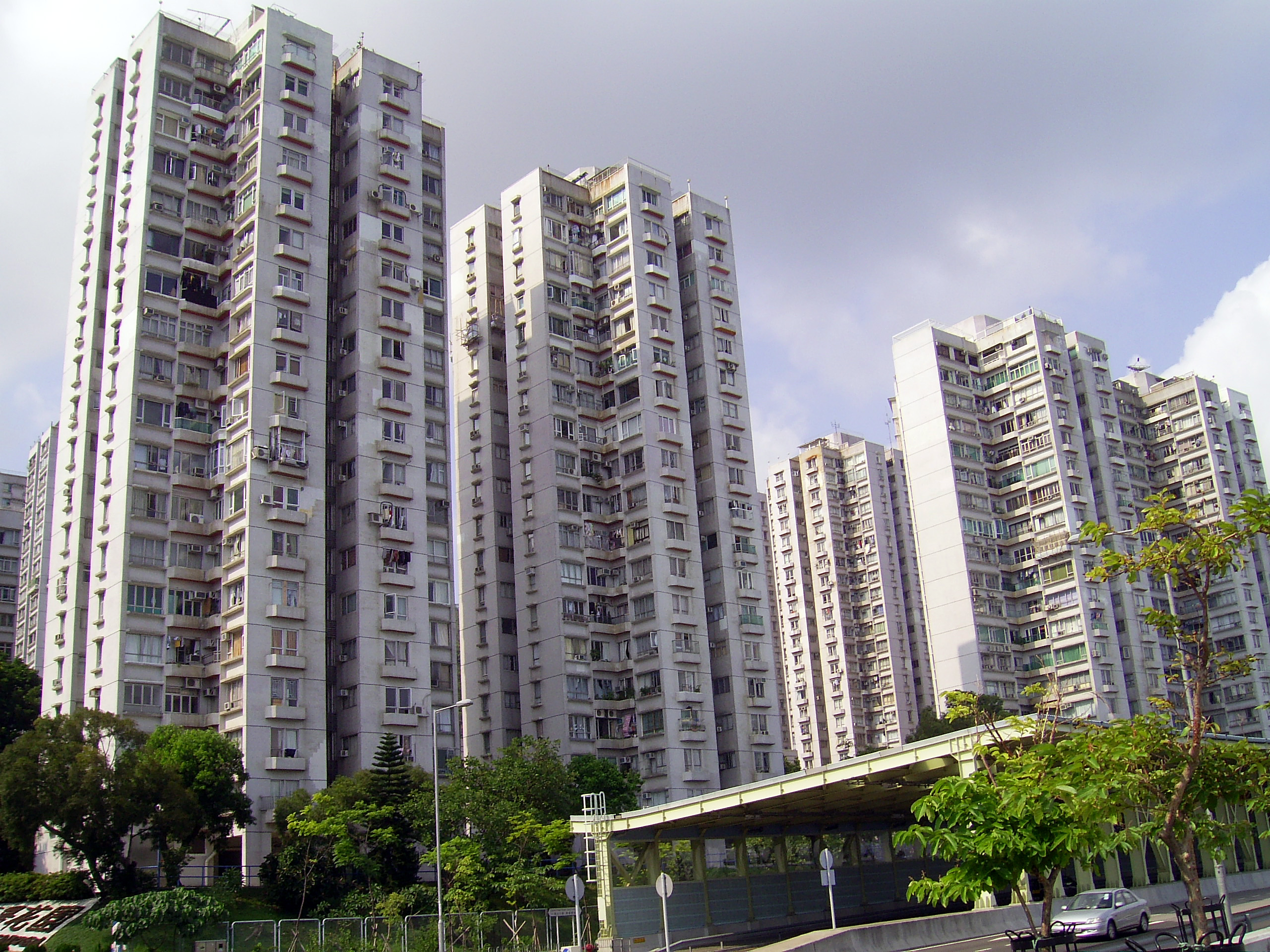
Hong Kong Garden

Chinachem Group (華懋集團) — один из крупнейших операторов недвижимости в Гонконге. На родине и в мире компания больше известна бурными перипетиями личной жизни владельцев (Тедди и Нины Ванг), чем своей бизнес-деятельностью.

## История
Chinachem Group основана в Гонконге бизнесменом Тедди Вангом как крупная химическая и фармацевтическая компания (его отец сколотил состояние, успешно занимаясь красками и пластмассами). В конце 1960-х годов Ванг решил отойти от химического и аграрного бизнеса и сосредоточиться на недвижимости (уже в 1970-х годах Chinachem Group стала одним из крупнейших застройщиков Гонконга). В апреле 1983 года Ванга похитили, но вскоре после уплаты крупного выкупа освободили.
В апреле 1990 года Тедди Ванга вновь похитили, но даже после того, как его жена Нина Ванг уплатила выкуп, бизнесмена не вернули. Его тело так и не было найдено, и в 1999 году гонконгский суд признал Тедди Ванга «юридически мёртвым». За этим последовала череда судебных процессов, в ходе которых Нина Ванг оспорила ряд завещаний, якобы составленных её покойным мужем. Параллельно она довольно успешно вела бизнес, значительно приумножив состояние и став богатейшей женщиной Азии (умерла в 2007 году).

## Структура
Chinachem Group владеет в Гонконге жилой, торговой, офисной и промышленной недвижимостью, а также отелями, кинотеатрами, клубами и ресторанами.
Среди крупнейших проектов Chinachem Group значатся: 
- Офисно-гостиничный комплекс Nina Towers
- Офисно-торговый комплекс Chinachem Tower
- Жилой комплекс Park Central
- Жилой комплекс Hong Kong Garden
- Жилой комплекс Lucky Plaza
- Жилой комплекс Tai Wo Court
- Жилой комплекс Redhill Peninsula